# Списак спискова
Ово је некомплетан списак спискова који постоје на српској Википедији.

## Географија
- Списак народа света
- Списак стена
- Списак држава
- Списак минерала
- Списак суверених држава
- Списак суверених држава и зависних територија у Европи
- Списак градова у САД по броју становника

## Зоологија
- Списак диносаура

## Историја
- Списак тврђава у Србији
- Списак председника влада Југославије
- Списак министара Југославије
- Списак српских историчара
- Списак места Светске баштине у Европи
- Списак археолошких налазишта у Србији
- Списак знаменитих личности Првог српског устанка
- Списак генерала и адмирала ЈНА
- Списак цариградских патријарха

### Владари
- Списак владара
- Списак албанских владара
- Списак византијских царева
- Списак српских владара
- Списак владара Мађарске
- Списак краљева Енглеске
- Списак султана Османског царства
- Списак бугарских владара

## Медицина
- Списак фобија

## Уметност
- Списак сликара
- Списак српских сликара

## Књижевност
- Списак српских епских народних песама
- Списак српских књижевника
- Списак латинских изрека

## Филм
- Списак српских глумаца
- Списак југословенских играних филмова
- Списак српских играних филмова
- Списак српских телевизијских серија

### Серије
- Списак епизода серије Породични човек
- Списак епизода серије Три Хил
- Списак епизода Симпсонових
- Списак епизода Праве крви
- Списак епизода Саут Парка
- Списак епизода серије Наруто
- Списак епизода серије Наруто Шипуден
- Списак епизода серије "Село гори, а баба се чешља"
- Списак епизода серије Комшије
- Списак епизода серије Убице мог оца

## Музика
- Списак музичких инструмената

## Спорт
- Списак спортова
- Списак спортских клубова у Београду
- Списак спортских клубова у Источном Сарајеву
- Списак играча на првом месту АТП листе (појединачно)
- Списак финала Купа европских шампиона и УЕФА Лиге шампиона

## Политика
- Списак министара Србије
- Списак српских владара

## Премијери држава
- Списак премијера Луксембурга
- Списак премијера Русије
- Списак премијера Уједињеног Краљевства
- Списак премијера Индије
- Списак премијера Италије
- Списак премијера Бугарске
- Списак премијера Бутана
- Списак премијера Холандије
- Списак премијера Украјине
- Списак премијера Македоније

### Председници држава
- Списак председника Француске
- Списак председника Србије
- Списак председника Хрватске
- Списак председника Сједињених Америчких Држава
- Списак председника општине Будве
- Списак председника Пољске

## Религија
- Списак папа

## Остало
- Списак боја